# Seznam švedskih matematikov
Seznam švedskih matematikov.

## B
- Arne Beurling (1905 – 1986)
- Albert Victor Bäcklund (1845 – 1922)

## C
- Lennart Axel Edvard Carleson (1928 – )
- Magnus Celsius (1621 – 1679)
- Harald Cramér (1893 – 1985)

## E
- Björn Engquist (1945 – )

## F
- Erik Ivar Fredholm (1866 – 1927)

## G
- Lars Gårding (1919 – 2014)

## H
- Johan Håstad (1960 – )
- Lars Valter Hörmander (1931 – 2012)

## K
- Helge von Koch (1870 – 1924)

## L
- Anders Johan Lexell (1740 – 1784)

## M
- Carl Johan Malmsten (1814 – 1886)
- Anders Martin-Löf (1940 – )
- Per Martin-Löf (1942 – )
- Vladimir Gilelevič Maz'ya (1937 –) (rusko-švedski)
- Arne Meurman (1956 – )
- Gösta Mittag-Leffler (1846 – 1927)

## P
- Dag Prawitz (1936 – )

## R
- Hans Ivar Riesel (1929 – 2014)

## S
- Anders Spole (1630 – 1699)
- Mårten Strömer (1707 – 1770)

## W
- Waloddi Weibull (1887 – 1979)